# Борис Хаймович
Бори́с Хаймо́вич — ізраїльський мистецтвознавець. Фахівець із традиційного єврейського мистецтва. Доктор мистецтвознавства. Працює в Єврейському університеті в Єрусалимі.
У 2000 році Борис Хаймович очолював експедицію, яка працювала на єврейському кладовищі у селі Снітків Вінницької області. У експедиції працювала і кандидат архітектури, науковий співробітник, викладач Європейського університету в Санкт-Пертербурзі Алла Соколова. Фотографії мацейв снітківського кладовища були прочитані колегою Соколової Мариною Брук. Було розшифровано щонайменше 9 епітафій.

## Книги
- Дело рук наших для прославления. Росписи синагоги «Бейт тфила Биньямин» в Черновцах. — К.: Дух і літера, 2008. — 200 с.

## Статті
- Историко-этнографические экспедиции Петербургского еврейского университета // История евреев на Украине и в Белоруссии. — Санкт-Петербург, 1994. — С. 15—43.
- Резной декор еврейских надгробий Украины // История евреев на Украине и в Белоруссии. — Санкт-Петербург, 1994. — С. 83—106.